# المخطط الزمني لجائحة كوفيد-19 في جمهورية أيرلندا
بدأ فريق الطوارئ الوطني للصحة العامة (إن بّي إتش إي تي)، وهو مجموعة تابعة لوزارة الصحة، بمراقبة انتشار الفيروس قبل تأكيد وصوله إلى أيرلندا. وفقًا لصحيفة ذه آيريش تايمز، أُنشئ هذا الفريق للتعامل مع كوفيد-19 في 27 يناير 2020. استمر فريق الطوارئ الوطني للصحة العامة في الاجتماع بعد وصول الفيروس إلى أيرلندا لتنسيق الاستجابة الوطنية للجائحة. اجتمعت المجموعة الاستشارية لخبراء فيروس كورونا، وهي مجموعة فرعية من فريق الطوارئ الوطني للصحة العامة برئاسة الدكتور سيليان دي جاسكون مدير المختبر المرجعي الوطني للفيروسات ومقره كلية جامعة دبلن يو سي دي، أول مرة في 5 فبراير في دبلن.

## المخطط الزمني

### مرحلة الاحتواء: من فبراير إلى 12 مارس 2020
في 29 فبراير، أُعلن عن أول حالة مؤكدة في جمهورية أيرلندا والمريض طالب من شرق البلاد، قدم من شمال إيطاليا. أغلقت السلطات مدرسة ثانوية مرتبطة بالحالة احترازيًا. لم تسمِ الدولة المدرسة المعنية، لكن بعد ذلك بوقت قصير، غرّد المحرر السياسي في صحيفة آيريش إكزامينر اليومية الوطنية دانيال ماكونيل نسخة عن الرسالة التي أُرسلت إلى الأهل لإبلاغهم بإغلاق المدرسة.
في 3 مارس، أُكدت حالة أخرى لأنثى في شرق البلاد قادمة من شمال إيطاليا، وليس لها علاقة بالحالة الأولى. وفي 4 مارس، أُكدت أربع حالات أخرى، اثنتان من الإناث واثنان من الذكور في غرب البلاد كانوا في شمال إيطاليا، وبذلك وصل عدد الحالات الإجمالي إلى ست حالات.
وفي 5 مارس، أُكدت سبع حالات أخرى، وبذلك وصل العدد الإجمالي إلى 13 حالة. منها أربع حالات مرتبطة بالسفر من شمال إيطاليا _أربعة ذكور من شرق البلاد _وارتبطت إحدى هذه الحالات الأربعة بكلية الثالوث في دبلن. ونتجت حالتان من الحالات السبعة عن تماس وثيق مع حالة مؤكدة _اثنتان من الإناث في غرب البلاد. واحدة من الحالات السبعة لرجل من جنوب البلاد لم يسافر إلى لخارج.
في 6 مارس، أفادت تقارير أن 60 شخصًا من موظفي مستشفى جامعة كورك اضطروا إلى عزل أنفسهم بعد ظهور حالة عدوى كوفيد-19 في المستشفى. وفي اليوم نفسه، أُكدت خمس حالات أخرى، فوصل العدد الإجمالي في البلاد إلى 18 حالة.
في 7 مارس، تأكدت حالة أخرى، فوصل العدد الإجمالي إلى 19 حالة. وفي 8 مارس، سُجلت حالتان إضافيتان، وبذلك وصل العدد الإجمالي إلى 21 حالة. وفي 9 مارس، سُجلت ثلاث حالات أخرى، فبلغ العدد الإجمالي 24 حالة. وتأكدت 10 حالات أخرى في 10 مارس، فأصبح العدد الكلي 34 حالة.
في 11 مارس، سُجلت أول حالة وفاة بسبب الفيروس في أيرلندا لمريض مسن في مستشفى ناس العام في مقاطعة كيلدار (جنوب غرب العاصمة، دبلن)، وأُعلن عن تسع حالات جديدة. فأصبح العدد الإجمالي 43 حالة. وخرَّج مستشفى جامعة كورك مريضًا أُدخل سابقًا بسبب مرض فيروس كورونا بعد أن تعافى تمامًا.

### مرحلة إبطاء الانتشار: 12-27 مارس 2020
عدد الحالات بالأزرق، عدد الوفيات بالأحمر، الوفيات المسجلة في الأيام العشرة الأخيرة بالأسود المنقط على مقياس لوغاريتمي
في 12 مارس، أُكدت 27 حالة جديدة، ما رفع مجموع الحالات في البلاد إلى 70 حالة. وأعلن تاوسيتش أيرلندا (رئيس الوزراء الأيرلندي) ليو فرادكار عن إغلاق جميع المدارس والكليات ومرافق رعاية الأطفال حتى 29 مارس استجابة لزيادة عدد الحالات. جاء هذا الإعلان بعد يوم واحد من إعلان منظمة الصحة العالمية رسميًا عن تحول الفاشيات إلى جائحة، وشهدت أيضًا أيرلندا انتقالًا من مرحلة الاحتواء في استراتيجيتها لمكافحة انتشار الفيروس (الاستراتيجية التي أعادت إدارة التاوسيتش تأكيدها قبل ثلاث أيام فقط) نحو مرحلة إبطاء الانتشار.
وفي 13 مارس، سُجلت 20 حالة جديدة، ليرتفع العدد الإجمالي للحالات في البلاد إلى 90 حالة. وفي 14 مارس، أُكدت 39 حالة جديدة وأٌعلن عن وفاة أخرى لرجل في شرق البلاد يعاني من مشاكل صحية مرفقة، وبذلك أصبح مجموع الحالات 129، مع وفاة حالتين.
وفي 15 مارس، أُكدت 40 حالة جديدة ليصبح العدد الإجمالي للحالات 169 حالة مع وفاة حالتين. صُرف أربعة مرضى من مستشفى جامعة ليمريك. وأمرت الحكومة الحانات والأماكن العامة بالإغلاق ونصحت بعدم إقامة الحفلات المنزلية.
في 16 مارس، أُكدت 54 حالة جديدة، وبلغ عدد الحالات الإجمالي 223 مع حالتي وفاة. وفي 17 مارس، تأكدت 69 حالة جديدة ليرتفع عدد الحالات الإجمالي في البلاد إلى 292 مع حالتي وفاة.
في 18 مارس، سُجلت 74 حالة جديدة، فبلغ العدد الإجمالي للحالات 366 مع حالتي وفاة. ونشر فريق الطوارئ الوطني للصحة العامة معلومات أكثر تفصيلُا عن إحصائيات المشافي والفئات العمرية المتأثرة وكيفية انتشار كوفيد-19 والعاملين في مجال الرعاية الصحية والحالات حسب المقاطعة بدءًا من هذا اليوم. وتبين أن الفيروس موجود في 23 مقاطعة من أصل 26 مقاطعة، ومقاطعات ليش وليتريم وموناغان هي المقاطعات التي لم تُسجل فيها أي حالة حتى الآن.
في 19 مارس سُجلت 191 حالة جديدة، وبذلك بلغ عدد الحالات الإجمالي 557 حالة. وسُجلت حالة وفاة جديدة، ليصل مجموع الوفيات إلى 3. توفيت امرأة في جناح العزل في مستشفى سانت فنسنت. تحدثت ابنتها إلى وسائل الإعلام في وقت لاحق وحثَّت الشعب على حماية أنفسهم من الفيروس.
وفي 20 مارس أُبلغ عن 126 حالة جديدة، وبذلك بلغ العدد الإجمالي للحالات 638 حالة، وأُكد أن الفيروس أصاب مقاطعتي لاوا وليتريم منذ ذلك الحين تاركًا موناغان آخر مقاطعة من المقاطعات البالغ عددها 26 دون أي حالات حتى الآن. وفي 21 أُبلغ عن 102 حالة جديدة، ليصل مجموع الحالات إلى 785 حالة.
وفي 22 مارس، أُعلن عن 121 حالة جديدة، وبذلك بلغ العدد الإجمالي 906 حالات. وأُعلن عن وفاة رابعة، ليصبح العدد الإجمالي للوفيات 4.
وكان الرجل المتوفى في مستشفى ماتر، المدير الموسيقي لجوقة في دبلن والرئيس السابق للدراسات الصوتية في الأكاديمية الملكية الأيرلندية للموسيقى.
في 23 مارس، أُعلن عن 219 حالة جديدة وحالتي وفاة، وبذلك بلغ مجموع الحالات 1125 حالة و6 وفيات. وكان 208 من المصابين يعملون في مجال الرعاية الصحية. وفي 24 مارس، سجلت 204 حالة جديدة ووفاة واحدة، فوصل العدد الإجمالي إلى 1329 و7 وفيات. وفي 25 مارس، سُجلت 235 حالة، وبذلك وصل عدد الحالات المؤكدة إلى 1564 حالة. وتوفي شخصان أيضًا، فوصل العدد الإجمالي للوفيات إلى 9. وفي 26 مارس، أُكدت 255 حالة و10 وفيات، فأصبح عدد الحالات المؤكدة 1819، والعدد الإجمالي للوفيات 19، أي أكثر من ضعف العدد الإجمالي في اليوم السابق. ووفقًا لرئيس الأطباء توني هولوهان، حدثت معظم الوفيات في «المؤسسات الصحية»، والمستشفيات المستقلة ودور التمريض. وبدأت الوفيات تتزايد بسرعة في هذه المرحلة.

### مرحلة البقاء في المنزل: 27 مارس 5 مايو 2020
في 27 مارس، سُجلت 302 حالة جديدة وثلاث وفيات، فأصبحت الحصيلة الإجمالية 2,121 حالة و22 وفاة. من بين الوفيات في هذا اليوم أول حالة وفاة بين العاملين في الرعاية الصحية وتحديدًا في شرق البلاد.
أعلن تاوسيتش أيرلندا (رئيس الوزراء الأيرلندي) ليو فرادكار عن سلسلة من التدابير أوجزها على النحو الآتي: «ابقَ في المنزل» (مع مراعاة بعض الاستثناءات). ووصفها شارع ميرويون بأنها «مرحلة أكثر تشديدًا في استجابتنا لكوفيد-19». وجاءت هذه التدابير، التي تزامنت مع تصاعد عدد الوفيات، استجابةً لزيادة الحاجة لوحدات العناية المركزة لمعالجة الحالات الحرجة، ومحاولةً لخفض عدد تلك الحالات قبل الوصول إلى استنفاذ كامل القدرة الاستيعابية.
في 28 مارس، سُجلت 294 حالة جديدة و14 وفاة، فأصبح العدد الإجمالي 2,415 حالة و 36 وفاة. وفي 29 مارس، سُجلت 200 حالة و10 وفيات، وبذلك يصبح العدد الإجمالي 2,615 حالة و46 وفاة. وفي 30 مارس، سُجلت 295 حالة جديدة و46 وفاة، وبذلك أصبح العدد الإجمالي 2910 حالة و50 وفاة. وفي 31 مارس، سُجلت 325 حالة جديدة و17 وفاة، فبلغ العدد الإجمالي 3235 حالة مؤكدة و71 وفاة.
في 1 أبريل، سُجلت 212 حالة جديدة و14 وفاة، فأصبح العدد الإجمالي 3447 حالة مؤكدة و85 وفاة. وأُعلن أن رئيس الأطباء توني هولوهان، الذي ظهرت عليه علامات المرض خلال مؤتمر صحفي سابق، أُدخل المستشفى لأسباب لا تتعلق بكوفيد-19؛ وتولى مسؤولياته رونان غلين (نائب رئيس الأطباء ورئيس وحدة الحماية الصحية في وزارة الصحة).
في 2 أبريل، أعلن عن 402 حالة جديدة و13 وفاة، ما رفع حصيلة المرضى إلى 3,849 وعدد الوفيات إلى 98. علق رئيس الأطباء توني هولوهان على إحصائيات وحدات العناية المركزة: «من بين 184 حالة دخلت إلى وحدات العناية المركزة، خُرِّج 25 مريضًا، بينما خسرنا 18 مريضًا، وبقي 109 مرضى فيها. يقدَّر متوسط أعمار المقبولين في وحدات العناية المركزة باثنين وستين عامًا».
في 3 أبريل، أُبلغ عن 424 حالة جديدة و22 وفاة، ما رفع حصيلة الإصابات إلى 4,273 وعدد الوفيات إلى 120. خُرِّج مريض واحد من مستشفى جامعة سيلغو بعد دخوله المستشفى مدة عشرة أيام.
في 4 أبريل، سُجلت 331 حالة جديدة و17 وفاة، فبلغ العدد الكلي 4,604 حالة و137 وفاة. في 5 أبريل، سُجلت 390 حالة جديدة و21 وفاة، وبذلك وصل العدد الإجمالي إلى 4,994 حالة و158 وفاة. ونُشرت أعداد الحالات المؤكدة والمشتبَه بها في المستشفيات، إلى تاريخ 4 أبريل.
وفي 6 أبريل، أُعلن عن 370 إصابة جديدة و16 وفاة، ما رفع حصيلة الإصابات إلى 5,364 وعدد الوفيات إلى 174. في 7 أبريل، سُجلت 345 إصابة جديدة و36 وفاة، ما رفع حصيلة الإصابات إلى 5,709 وعدد الوفيات إلى 210. في 8 أبريل، أُبلغ عن 365 إصابة جديدة و25 وفاة، فأصبحت حصيلة الإصابات 6,074 حالة و235 وفاة. في 9 أبريل، أُبلغ عن 500 حالة جديدة و28 وفاة، فأصبح العدد الكلي 6,574 حالة و263 وفاة.
في 10 أبريل، أبلغت وزارة الصحة عن 480 إصابة جديدة و25 وفاة، ما رفع حصيلة الإصابات إلى 7,054 وعدد الوفيات إلى 288. وأُفيد بوجود تباين بين عدد الحالات التي أكدتها وزارة الصحة في أيرلندا والمركز الأوروبي للسيطرة على الأمراض والوقاية منها (إي سي دي سي)، بسبب المسحات التي أُرسلت إلى ألمانيا لتحليلها لتصفية الاختبارات المتراكمة في أيرلندا. وأُرجعت 14 ألف عينة من المختبرات الألمانية، منها 1,035عينة إيجابية، ليرتفع العدد الإجمالي للحالات المؤكدة إلى 8,089 حالة. وإلى ذلك التاريخ خُرِّج 62 مريضًا من وحدات العناية المركزة. أعلن تاوسيتش أيرلندا ليو فرادكار أن التدابير التي اتُخذت في 27 مارس ستُمدَد حتى 5 مايو على الأقل.
في 11 أبريل، سُجلت 553 حالة جديدة، إضافة إلى 286 حالة من العينات السابقة المرسَلة إلى ألمانيا، و33 وفاة، ما رفع العدد الإجمالي إلى 8,928 حالة و320 وفاة. أعلن وزير الصحة سيمون هاريس عن إرسال نحو 25,000 إلى 30,000 اختبار إلى ألمانيا أُعيدت نتائج «أكثر» من نصفها «بكثير»، ومن المقرر إرجاع بقية النتائج في الأسبوع المقبل. في 12 أبريل، أُكدت 430 حالة جديدة، إضافة إلى 297 حالة من العينات السابقة المُرسلة إلى ألمانيا، و14 وفاة، فبلغ الإجمالي 9,655 حالة و334 وفاة. قال فريق الطوارئ الوطني للصحة العامة إن هناك «خطرًا حقيقيًا» يتمثل بموجة ثانية من الإصابة بالفيروس، إذا لم تتغير القيود المفروضة على نحو صحيح. في 13 أبريل، أُكدت 527 حالة جديدة، بالإضافة إلى 465 حالة من الفحوصات المرسلة إلى ألمانيا، و31 وفاة، فأصبح العدد الإجمالي 10,647 حالة و365 وفاة. كانت نحو 80% من الحالات خفيفة إلى متوسطة، وعانى ما يقارب 14% من المصابين من حالة مرضية شديدة، وكانت 6% من الحالات حرجة. زعم وزير الصحة أن نهج أيرلندا في التصدي لجائحة كوفيد-19 هو «الاستراتيجية الصحيحة» التي ستنقذ الأرواح. في 14 أبريل، سُجلت 548 حالة جديدة، بالإضافة إلى 284 حالة من الاختبارات المرسلة إلى ألمانيا، و41 وفاة، فارتفع العدد الإجمالي إلى 11,479 حالة و406 وفيات.
في 15 أبريل، أُبلغ عن 657 حالة جديدة، إضافة إلى 411 حالة من العينات المُرسلة إلى ألمانيا، و38 وفاة، فوصل الإجمالي إلى 12,547 حالة و444 وفاة، ومن بين الوفيات المعلَن عنها، شاب يبلغ من العمر 23 عامًا هو أصغر شخص توفي في البلاد بعد الإصابة بالفيروس حتى ذلك الوقت. وفي اليوم نفسه، أكد متحدث باسم مجموعة مستشفيات أيرلندا الشرقية وفاة اثنين من العاملين في الرعاية الصحية، هما رجل وامرأة، يعملان في نفس المستشفى في كيلكيني، إذ توفي الرجل في منزله في اليوم السابق ثم توفيت المرأة في المستشفى في ذلك اليوم.
في 16 أبريل، أُبلغ عن 629 حالة جديدة، بالإضافة إلى 95 حالة من الاختبارات المرسلة إلى ألمانيا، و43 حالة وفاة، فوصل المجموع إلى 13,271 حالة و486 وفاة. وأُزيلت إحدى الوفيات من الحصيلة الإحصائية. أفاد فريق الطوارئ الوطني للصحة العامة بأن الإغلاق والتدابير الأخرى خفَّضت معدل نمو الجائحة إلى «أدنى مستوى مطلوب» وأصبح «قريبًا من الصفر».
في 17 أبريل، أُبلغ عن 579 حالة جديدة، بالإضافة إلى 112 حالة من الاختبارات المرسلة إلى ألمانيا، و44 وفاة، فوصل المجموع إلى 13,980 حالة و530 وفاة. في 18 أبريل، أُبلغ عن 630 حالة جديدة، بالإضافة إلى 148 حالة من الاختبارات المرسلة إلى ألمانيا، و41 وفاة، فوصل المجموع إلى 14,758 حالة و571 وفاة. قال رئيس الأطباء، توني هولوهان، إن المنحني تسطَّح ولن تحدث ذروة جديدة. قال أيضًا إن الإغلاق سيستمر إلى 5 مايو وإن على الحكومة التركيز على متابعة مخالطي المرضى.
في 19 أبريل، أُبلغ عن 445 حالة جديدة، بالإضافة إلى 48 حالة من الاختبارات المرسلة إلى ألمانيا، و39 حالة وفاة، فوصل مجموع الحالات إلى 15,251 حالة و610 وفاة. في 20 أبريل، أُبلغ عن 401 حالة جديدة و77 وفاة، فوصل المجموع إلى 15,652 حالة و687 وفاة. في 21 أبريل، أُبلغ عن 388 حالة جديدة و44 وفاة، فوصل المجموع إلى 16,040حالة و730 وفاة. أعلن رئيس الأطباء، توني هولوهان، عن تعافي 8,377 شخصًا في المجتمع وعن مغادرة 856 مريضًا المستشفى حتى ذلك التاريخ. وأعلن أيضًا عن إزاحة وفاة واحدة من إحصائيات كوفيد-19.
في 22 أبريل، أُبلغ عن 631 حالة جديدة و49 وفاة، وأُزيحت 10 وفيات من إحصائيات كوفيد-19، وبذلك وصل المجموع إلى 16,671 حالة 769 وفاة. في 23 أبريل، أُبلغ عن 936 حالة جديدة و28 وفاة، فوصل مجموع الحالات إلى 15,652 حالة و687 حالة وفاة، وأُزيحت 3 وفيات من إحصائيات كوفيد-19، فوصل المجموع إلى 17607 حالة و 794 وفاة. وقال رئيس الأطباء توني هولوهان إن أكثر من 45% من الوفيات في البلاد حتى ذلك الوقت كانت من المقيمين في دور الرعاية.
في 24 أبريل، أُبلغ عن 577 حالة جديدة و37 وفاة، وأُزيحت حالتا وفاة من إحصائيات كوفيد-19، وبذلك أصبح المجموع 18,148 حالة و1,014 وفاة.  يعرّف مركز مراقبة الحماية الصحية (إتش بي إس سي) الموت المحتمَل بأنه «وفاة لم يخضع فيها المريض لفحص مخبري ولكن الطبيب يعتقد أنها متعلقة بكوفيد-19 الحالي». يشمل العدد الإجمالي للوفيات الوفيات المحتمَلة وفقًا لتوصيات المركز الأوروبي للسيطرة على الأمراض والوقاية منها.
في 25 أبريل، أُبلغ عن 377 حالة جديدة و52 وفاة (منها 10 وفيات محتملة)، وأُزيحت 3 وفيات من إحصائيات كوفيد-19، وبذلك وصل المجموع إلى 18,561 حالة و1,063 وفاة. في 26 أبريل، أُبلغ عن 701 حالة جديدة و26 وفاة، فوصل المجموع إلى 15652 حالة و687 وفاة (منها 3 وفيات محتملة)، وأُزيحت حالتا وفاة من إحصائيات كوفيد-19، فوصل المجموع إلى 19,262 حالة و1087 وفاة. في 27 أبريل، سُجلت 386 حالة جديدة و18 وفاة، وأُزيحت 3 وفيات من إحصائيات كوفيد-19، وبذلك وصل عدد الحالات إلى 19,648 حالة و1,102 وفاة. في 28 أبريل، أُبلغ عن 299 حالة جديدة في البداية ثم صحح رئيس الأطباء توني هولوهان هذا العدد ليصبح 229، وبذلك وصل المجموع إلى 19,877 حالة و1,159 وفاة، وأُزيحت حالتا وفاة من إحصائيات كوفيد-19.
في 29 أبريل، سُجلت 376 حالة جديدة و31 وفاة، ما رفع العدد الإجمالي إلى 20,253 حالة و1,190 وفاة. قال رئيس الأطباء توني هولوهان «نقدِّر أن 12,222 من حالات كوفيد-19 (%64) في المجتمع ستشفى بحلول السبت 25 أبريل. خُرِّج 1,164 مريض (%6) من المستشفى، ما يعطينا معدل شفاء إجمالي بنسبة %70». في 30 أبريل، سُجلت 22 حالة و43 وفاة، فأصبح العدد الإجمالي 20,612 حالة و1,232 وفاة. وأزيحت إحدى الوفيات المسجلة مسبقًا من الحصيلة الإحصائية.
في 1 مايو، سُجلت 221 حالة و34 وفاة، ما رفع الحصيلة الإجمالية للحالات إلى 20,833 وللوفيات إلى 1,265. وأزيحت إحدى الوفيات المسجلة مسبقًا من الحصيلة الإجمالية. أعلن تاوسيتش أيرلندا ليو فرادكار عن تمديد القيود الحالية إلى 18 مايو على أقرب تقدير. واعتمدت الحكومة في 1 مايو 2020 خارطة طريق لتخفيف القيود في أيرلندا مكونة من خمس مراحل، نُشرت لاحقًا على الإنترنت.
في 2 مايو، أُبلغ عن 343 حالة و25 وفاة، ما رفع الحصيلة الإجمالية إلى 21,176 حالة و1,286 وفاة. وأزيحت 4 وفيات من الحصيلة الإجمالية. في 3 مايو، سُجلت 330 حالة و19 وفاة، ما رفع الحصيلة الإجمالية إلى 21,506 حالة 1,303 وفاة. وأزيحت حالتا وفاة من الحصيلة. في 4 مايو، أُبلغ عن 266 حالة و16 وفاة، ما رفع الحصيلة الإجمالية إلى 21,772 حالة و1,319 وفاة.

### مرحلة تخفيف القيود: من 5 مايوحتى الآن

#### التخفيف المبدئي: من 5 إلى 18 مايو
في 5 مايو، سُجِّلَت 211 حالة إصابة و23 حالة وفاة، ليصل العدد الإجمالي إلى 21983 حالة إصابة و1339 حالة وفاة. وفي هذا التاريخ، تراجعت السلطات عن 3 حالات وفاة سُجِّلَت مسبقًا على أنها ناجمة عن كوفيد 19. في 6 مايو، سُجِّلَت 265 حالة إصابة و37 حالة وفاة، ليصل العدد الإجمالي إلى 22248 حالة إصابة و1375 حالة وفاة مع التراجع عن حالة وفاة مُسجَّلة مسبقًا. أعلن كبير المسؤولين الطبيين توني هولوهان عن تعافي 17110 شخص في المجتمع وعن تخريج 1399 شخص من المستشفى بحلول هذا التاريخ. في 7 مايو، سُجِّلَت 137 حالة إصابة و29 حالة وفاة، مما رفع العدد الإجمالي إلى 22385 حالة إصابة و1403 حالة وفاة مع التراجع عن حالة وفاة مُسجَّلة مسبقًا. في 8 مايو، سُجِّلَت 156 حالة إصابة و27 حالة وفاة، ليصل العدد الإجمالي إلى 22541 حالة إصابة و1429 حالة وفاة مع التراجع عن حالة وفاة مُسجَّلة مسبقًا.
في 9 مايو، سُجِّلَت 219 حالة إصابة و18 حالة وفاة، وبذلك وصل العدد الإجمالي إلى 22760 حالة إصابة و1446 حالة وفاة، مع التراجع عن حالة وفاة واحدة سُجِّلَت مسبقًا. في 10 مايو، سُجِّلَت 236 حالة إصابة و12 حالة وفاة، وبذلك وصل العدد الإجمالي إلى 22996 حالة إصابة و1458 حالة وفاة. في 11 مايو، سُجِّلَت 139 حالة إصابة و15 حالة وفاة، ليصل العدد الإجمالي إلى 23135 حالة إصابة و1467 حالة وفاة مع التراجع عن 6 حالات وفاة مُسجَّلة مسبقًا. في 12 مايو، سُجِّلَت 107 حالات إصابة و24 حالة وفاة، ليصل العدد الإجمالي إلى 23242 حالة إصابة و1488 حالة وفاة مع التراجع عن 3 حالات وفاة مُسجَّلة مسبقًا.
في 13 مايو، سُجِّلَت 159 حالة إصابة و10 حالات وفاة، ليصل العدد الإجمالي إلى 23401 حالة إصابة و1497 حالة وفاة مع التراجع عن حالة وفاة مُسجَّلة مسبقًا. اعتبارًا من 10 مايو، أعلن نائب المدير الطبي رونان غلين عن تعافي 17877 شخص في المجتمع وعن تخريج 1593 شخص من المستشفى.
في 14 مايو، سُجِّلَت 426 حالة إصابة و10 حالات وفاة، وبذلك وصل العدد الإجمالي إلى 23827 حالة إصابة و1506 حالة وفاة، مع التراجع عن حالة وفاة واحدة مُسجَّلة مسبقًا.
في 15 مايو، سُجِّلَت 129 حالة إصابة و16 حالة وفاة، مما رفع العدد الإجمالي إلى 23956 حالة إصابة و1518 حالة وفاة مع التراجع عن 4 حالات مُسجَّلة مسبقًا. أعلن كبير المسؤولين الطبيين توني هولوهان عن إصابة سبعة أطفال في أيرلندا بالمتلازمة الالتهابية متعدد الأنظمة لدى الأطفال، وهي مرض جديد رُبِطَ مؤقتًا بكوفيد 19. أكدت حكومة أيرلندا أن المرحلة الأولى من تخفيف قيود كوفيد 19 ستبدأ يوم الاثنين الواقع في 18 مايو. من بين المواقع التراثية التي أعيد افتتاحها في إطار المرحلة الأولى كانت دير كونغ ودار فارملي وقلعة كيلكيني ونوكناريا والحدائق النباتية الوطنية وقلعة تريم.
في 16 مايو، سُجِّلَت 92 حالة إصابة و15 حالة وفاة، وبذلك وصل العدد الإجمالي إلى 24048 حالة إصابة و1533 حالة وفاة. في 17 مايو، سُجِّلَت 64 حالة إصابة و10 حالات وفاة، ليصل المجموع إلى 24112 حالة إصابة و1543 حالة وفاة.

### وُضِعَ تخفيف القيود المفروضة على مراحل: 18 مايو حتى الوقت الحاضر

#### المرحلة الأولى: 18 مايو- 8 يونيو
في 18 مايو، سُجِّلَت 88 حالة إصابة و4 حالات وفاة، ليصل العدد الإجمالي إلى 24200 حالة إصابة و1547 حالة وفاة. في 19 مايو، سُجِّلَت 51 حالة إصابة و16 حالة وفاة، مما رفع العدد الإجمالي إلى 24251 حالة إصابة و1561 حالة وفاة مع التراجع عن حالتين مسجلتين مسبقًا.
في 20 مايو، سُجِّلَت 64 حالة إصابة و11 حالة وفاة، ليصل العدد الإجمالي إلى 24315 حالة إصابة و1571 حالة وفاة مع التراجع عن حالة وفاة مُسجَّلة مسبقًا. أعلن نائب المدير الطبي رونان غلين عن تعافي 21060 شخص من كوفيد 19 اعتبارًا من 20 مايو. كان توني هولوهان غائبًا لفترة قصيرة من الزمن.
في 21 مايو، سُجِّلَت 76 حالة إصابة و12 حالة وفاة، ليصل العدد الإجمالي إلى 24391 حالة إصابة و1583 حالة وفاة. في 22 مايو، سُجِّلَت 115 حالة إصابة و11 حالة وفاة، ليصل العدد الإجمالي إلى 24506 حالة إصابة و1592 حالة وفاة مع التراجع عن حالتين مسجلتين مسبقًا. في 23 مايو، سُجِّلَت 76 حالة إصابة و13 حالة وفاة، ليصل العدد الإجمالي إلى 24582 حالة إصابة و1604 حالة وفاة مع التراجع عن حالة وفاة مُسجَّلة مسبقًا. في 24 مايو، سُجِّلَت 57 حالة إصابة و4 حالات وفاة، مما رفع العدد الإجمالي إلى 24639 حالة إصابة و1608 حالة وفاة. في 24 مايو، سجلت بيانات هيئة البنية التحتية للنقل في أيرلندا وتحليلات شركة إيه إيه المحدودة زيادة في حركة المرور بنسبة 30٪ مقارنةً بالأسبوع السابق على الطريق السريع إم 50.
في 25 مايو، سُجِّلَت 59 حالة إصابة دون تسجيل أي حالات وفاة (لأول مرة لم تُسجَّل حالات وفاة منذ 21 مارس)، وبذلك وصل المجموع إلى 24698 حالة إصابة و1606 حالة وفاة مع التراجع عن حالتين وفاة مسجلتين مسبقًا.
في 26 مايو، سُجِّلَت 37 حالة إصابة و9 حالات وفاة، ليصل العدد الإجمالي إلى 24735 حالة إصابة و1615 حالة وفاة.
في 27 مايو، سُجِّلَت 73 حالة إصابة و17 حالة وفاة، ليصل العدد الإجمالي إلى 24803 حالة إصابة و1631 حالة وفاة مع التراجع عن حالة وفاة واحدة مُسجَّلة مسبقًا. أعلن وزير الصحة سيمون هاريس عن تعافي 22089 شخص حتى تاريخ 27 مايو.
في 28 مايو، سُجِّلَت 46 حالة إصابة و9 حالات وفاة، ليصل العدد الإجمالي إلى 24841 حالة إصابة و1639 حالة وفاة مع التراج عن عن حالة وفاة مُسجَّلة مسبقًا بالإضافة إلى 8 حالات كانت قد اعتُبِرَت إيجابية. في 29 مايو، سُجِّلَت 39 حالة إصابة و6 حالات وفاة، ليصل العدد الإجمالي إلى 24876 حالة إصابة و1645 حالة وفاة مع التراجع عن 4 حالات اعتُبِرَت إيجابية في السابق. في 30 مايو، سُجِّلَت 59 حالة إصابة و9 حالات وفاة، ليصل العدد الإجمالي إلى 24929 حالة إصابة و1651 حالة وفاة مع التراجع عن 3 حالات وفاة و6 حالات إصابة مُسجَّلة مسبقًا. في 31 مايو، سُجِّلَت 66 حالة إصابة بالإضافة إلى حالتي وفاة، وبذلك وصل المجموع إلى 24990 حالة إصابة و1652 حالة وفاة مع التراجع عن حالة وفاة واحدة و5 حالات إصابة مُسجَّلة مسبقًا.
في 1 يونيو، سُجِّلَت 77 حالة إصابة ووفاة واحدة، ليصل العدد الإجمالي إلى 25062 حالة إصابة و1650 حالة وفاة مع التراجع عن 3 حالات وفاة وحالتي إصابة مُسجَّلة مسبقًا.
في 2 يونيو، سُجِّلَت 10 حالات إصابة و8 حالات وفاة، ليصل الإجمالي إلى 25066 حالة إصابة و1658 حالة وفاة مع التراجع عن 6 حالات مُسجَّلة مسبقًا. قال الدكتور توني هولوهان، كبير المسؤولين الطبيين في وزارة الصحة: «خلال الأسبوع الماضي، سُجِّلَت 500 حالة جديدة تقريبًا من كوفيد 19. تراوحت أعمار 54٪ من هذه الحالات بين 24 و55 عام».
في 3 يونيو، سُجِّلَت 47 حالة إصابة و3 حالات وفاة، ليصل الإجمالي إلى 25111 حالة إصابة و1659 حالة وفاة مع التراجع عن حالتي إصابة وحالتي وفاة. أعلن المدير الطبي توني هولوهان عن تعافي 22698 شخص حتى تاريخ 31 مايو.
في 4 يونيو، سُجِّلَت 38 حالة إصابة و5 حالات وفاة، مما رفع العدد الإجمالي إلى 25142 حالة إصابة و1664 حالة وفاة مع التراجع عن 7 حالات مُسجَّلة مسبقًا.
في 5 يونيو، سُجِّلَت 28 حالة إصابة و7 حالات وفاة، ليصل الإجمالي إلى 25163 حالة إصابة و1670 حالة وفاة. مع التراجع عن حالة وفاة واحدة و7 حالات إصابة مُسجَّلة مسبقًا. أعلن رئيس الوزراء الأيرلندي ليو فرادكار عن سلسلة التغييرات التي ستطرأ على خارطة الطريق الحكومية لتخفيف قيود كوفيد 19 في أيرلندا، والتي لخصها بقوله: «ابقَ في الأرجاء المحيطة بك». أكدت حكومة أيرلندا أن المرحلة الثانية الإضافية من تخفيف قيود كوفيد 19 ستبدأ يوم الاثنين 8 يونيو.
في 6 يونيو، سُجِّلَت 24 حالة إصابة و9 حالات وفاة، ليصل العدد الإجمالي إلى 25183 حالة إصابة و1678 حالة وفاة مع التراجع عن حالة وفاة واحدة و4 حالات إصابة مُسجَّلة مسبقًا. في 7 يونيو، سُجِّلَت 25 حالة إصابة ووفاة واحدة، ليصل العدد الإجمالي إلى 25201 حالة إصابة و1679 حالة وفاة مع التراجع عن 7 حالات مُسجَّلة مسبقًا.

### المرحلة الثانية الإضافية: 8-29 يونيو
في 8 يونيو، سُجِّلَت 9 حالات إصابة و4 حالات وفاة (أقل عدد مُسجَّل  للحالات الجديدة منذ 11 مارس)، وذلك وصل العدد الإجمالي إلى 25207 حالات إصابة و1683 حالة وفاة مع التراجع عن 3 حالات مُسجَّلة مسبقًا. في 9 يونيو، سُجِّلَت 9 حالات إصابة و9 حالات وفاة، ليصل الإجمالي إلى 25215 حالة إصابة و1691 حالة وفاة مع التراجع عن حالة وفاة واحدة وحالة إصابة واحدة مُسجَّلة مسبقًا.
في 10 يونيو، سُجِّلَت 19 حالة إصابة و5 حالات وفاة، ليصل الإجمالي إلى 25231 حالة إصابة و1695 حالة وفاة مع التراجع عن حالة وفاة واحدة و3 حالات إصابة مُسجَّلة مسبقًا. أعلن نائب المدير الطبي رونان غلين عن تعافي 23213 شخص من كوفيد 19، أي بمعدل 92٪. ومع ذلك، استمرت معاناة قسم كبير من الأشخاص من أعراض طويلة المدى كالتعب وانخفاض القدرة على ممارسة الرياضة.
في 11 يونيو، سُجِّلَت 8 حالات إصابة و8 حالات وفاة (أقل عدد مسجل للحالات الجديدة منذ 8 مارس)، ليصل الإجمالي إلى 25238 حالة إصابة و1703 حالة وفاة مع التراجع عن حالة واحدة مُسجَّلة مسبقًا.
في 12 يونيو، سُجِّلَت 13 حالة إصابة و3 حالات وفاة، ليصل العدد الإجمالي إلى 25250 حالة إصابة و1705 حالة وفاة مع التراجع عن حالة وفاة واحدة وحالة إصابة واحدة مُسجَّلة مسبقًا. أعلن رئيس الوزراء الأيرلندي ليو فاراداكار أن قيود السفر لا تزال سارية وأنه لا ينبغي لأحد مغادرة أيرلندا بغرض السياحة أو الترفيه.
في 13 يونيو، سُجِّلَت 46 حالة إصابة و5 حالات وفاة، مما رفع العدد الإجمالي إلى 25295 حالة إصابة و1705 حالة وفاة مع التراجع عن 5 حالات وفاة وحالة إصابة واحدة مُسجَّلة مسبقًا. في 14 يونيو، سُجِّلَت 8 حالات إصابة ووفاة واحدة، وبذلك وصل العدد الإجمالي إلى 25303 حالة إصابة و1706 حالة وفاة. في 15 يونيو، سُجِّلَت 18 حالة إصابة دون تسجيل أي حالات وفاة، وبذلك يصل العدد الإجمالي إلى 25321 حالة إصابة و1706 حالة وفاة. في 16 يونيو، سُجِّلَت 14 حالة إصابة و3 حالات وفاة، ليصل العدد الإجمالي إلى 25334 حالة إصابة و1709 حالة وفاة مع التراجع عن حالة إصابة واحدة مُسجَّلة مسبقًا.
في 17 يونيو، سُجِّلَت 8 حالات إصابة و3 حالات وفاة، ليصل العدد الإجمالي إلى 25341 حالة و1710 حالة وفاة مع التراجعن عن حالتي وفاة وحالة إصابة واحدة مُسجَّلة مسبقًا أعلن نائب المدير الطبي رونان غلين عن تعافي 23308 شخص.
في 18 يونيو، سُجِّلَت 16 حالة إصابة و4 حالات وفاة، مما رفع العدد الإجمالي إلى 25355 حالة إصابة و1714 حالة وفاة مع التراجع عن حالتي إصابة مسجلتين مسبقًا.
في 19 يونيو، سُجِّلَت 13 حالة إصابة وحالتا وفاة، ليصل العدد الإجمالي إلى 25368 حالة إصابة و1714 حالة وفاة مع التراجع عن حالتي وفاة مُسجَّلة مسبقًا. أعلن رئيس الوزراء الأيرلندي ليو فاراداكار عن إعادة تشكيل خارطة الطريق الحكومية لتخفيف قيود كوفيد 19؛ مع السماح بإعادة افتتاح محلات تصفيف الشعر والحلاقين وصالات الرياضة ودور السينما والكنائس اعتبارًا من 29 يونيو.
في 20 يونيو، سُجِّلَت 22 حالة إصابة وحالتا وفاة، ليصل العدد الإجمالي إلى 25374 حالة إصابة و1715 حالة وفاة مع التراجع عن حالة وفاة واحدة و16 حالة إصابة مُسجَّلة مسبقًا. في 21 يونيو، سُجِّلَت 6 حالات إصابة دون تسجيل أي حالات وفاة، وبذلك وصل العدد الإجمالي إلى 25379 حالة إصابة و1715 حالة وفاة مع التراجع عن حالة إصابة مُسجَّلة مسبقًا. في 22 يونيو، سُجِّلَت 4 حالات إصابة وحالتا وفاة ليصل العدد الإجمالي إلى 25383 حالة إصابة و1717 حالة وفاة.
في 23 يونيو، سُجِّلَت 10 حالات إصابة و3 حالات وفاة، ليصل العدد الإجمالي إلى 25391 حالة إصابة و1720 حالة وفاة مع التراجع عن حالتي إصابة مسجلتين مسبقًا. في 24 يونيو، سُجِّلَت 5 حالات إصابة و6 حالات وفاة، ليصل العدد الإجمالي إلى 25396 حالة إصابة و1726 حالة وفاة. أعلنت السلطات عن تعافي  23349 شخص اعتبارًا من 21 يونيو، أي بمعدل 92٪.
في 25 يونيو، سُجِّلَت 11 حالة إصابة ووفاة واحدة، ليصل العدد الإجمالي إلى 25405 حالة إصابة و1727 حالة وفاة مع التراجع عن حالتي إصابة مسجلتين مسبقًا. أكدت حكومة أيرلندا أن المرحلة الثالثة من تخفيف قيود كوفيد 19 ستبدأ يوم الاثنين 29 يونيو. وأعلن وزير الصحة سيمون هاريس أن أقنعة الوجه ستكون إلزامية للركاب في وسائل النقل العام، وذلك للسماح بزيادة سعة الحافلات والقطارات والترامات، مع فرض عقوبات على عدم الامتثال لهذه القوانين.
في 26 يونيو، سُجِّلَت 11 حالة إصابة و3 حالات وفاة، وبذلك وصل المجموع إلى 25414 حالة إصابة و1730 حالة وفاة مع التراجع عن حالتي إصابة مسجلتين مسبقًا. في 27 يونيو، سُجِّلَت 23 حالة إصابة و6 حالات وفاة، ليصل العدد الإجمالي إلى 25437 حالة إصابة و1734 حالة وفاة مع التراجع عن حالتي وفاة مسجلتين مسبقًا. في 28 يونيو، سُجِّلَت 3 حالات إصابة ووفاة واحدة، ليصل العدد الإجمالي إلى 25439 حالة إصابة و1735 حالة وفاة مع التراجع عن حالة إصابة واحدة مُسجَّلة مسبقًا.

### المرحلة الثالثة: 29 يونيو - 15 سبتمبر
في 29 يونيو، أُبلغ عن 24 حالة ولم يُبلغ عن وفيات، وبذلك وصل العدد الإجمالي إلى 25462 حالة و1735 حالة وفاة. بدأت المرحلة الثالثة من الخطة الحكومية لتخفيف قيود كوفيد -19. أعيد فتح الشركات المتبقية بما في ذلك جميع الحانات التي تقدم الطعام والمقاهي والمطاعم والفنادق ومصففي الشعر وصالونات التجميل والمعالم السياحية.
في 30 يونيو، أُبلغ عن 11 حالة أخرى ووفاة واحدة، وبذلك وصل العدد الإجمالي إلى 25473 حالة و1736 حالة وفاة. في 1 يوليو، أُبلغ عن 6 حالات أخرى و3 وفيات، ليصل العدد الإجمالي إلى 25477 حالة و1738 حالة وفاة.
في 2 يوليو، أُبلغ عن 15 حالة و5 وفيات، ليصل العدد الإجمالي إلى 25489 حالة و1738 حالة وفاة، 5 حالات وفاة كان قد أُبلغ عنها مسبقًا و3 حالات جديدة. أعلن كبير الأطباء توني هولوهان أنه سيتراجع عن منصبه لقضاء بعض الوقت مع عائلته، وسيخلفه نائب رئيس الأطباء رونان جلين.
في 3 يوليو، أُبلغ عن 9 حالات أخرى وحالتي وفاة، ليصل العدد الإجمالي إلى 25498 حالة و1740 حالة وفاة. في 4 يوليو، أُبلغ عن 11 حالة أخرى ووفاة واحدة، ما رفع العدد الإجمالي إلى 25509 حالة و1741 حالة وفاة. في 5 يوليو، أُبلغ عن 18 حالة أخرى ولم يُبلغ عن وفيات جديدة، ليصل العدد الإجمالي إلى 25527 حالة و1741 حالة وفاة. في 6 يوليو، أُبلغ عن 4 حالات أخرى ولم يُعلن عن وفيات جديدة، وبذلك وصل المجموع إلى 25.531 حالة و1741 حالة وفاة.
في 7 يوليو، أُبلغ عن 24 حالة ووفاة واحدة، وبذلك وصل العدد الإجمالي إلى 25538 حالة و1742 حالة وفاة. أصدر مسؤول الخدمات الصحية تطبيق تتبع جهات الاتصال الذي يستخدم تقنية بلوتوث لتسجيل ما إذا كان المستخدم على اتصال وثيق بمستخدم آخر، من خلال تبادل الرموز المجهولة، وصل عدد المشتركين إلى 725000 في غضون ساعات قليلة بعد إطلاقه.
في 8 يوليو، أُبلغ عن 11 حالة أخرى ولم يُعلن عن وفيات جديدة، وبذلك وصل المجموع إلى 25542 حالة و1738 حالة وفاة. أُبلغ عن 4 حالات وفاة و7 حالات سابقة. في 9 يوليو، أُبلغ عن 23 حالة أخرى و6 وفيات جديدة، ليصل العدد الإجمالي إلى 25565 حالة و1743 حالة وفاة.
في 10 يوليو، أُبلغ عن 25 حالة أخرى ووفاة واحدة، ليصل العدد الإجمالي إلى 25.589 حالة و1744 حالة وفاة. رُفض تسجيل حالة واحدة كان قد أُبلغ عنها مسبقًا. أكد مايكل مارتن أن ارتداء أغطية الوجه في وسائل النقل العامة سيكون إلزاميًا اعتبارًا من يوم الاثنين 13 يوليو.
وفي 11 يوليو، أُبلغ عن 23 حالة أخرى وحالتي وفاة، ليصل العدد الإجمالي إلى 25611 حالة و1746 حالة وفاة. رُفض تسجيل حالة واحدة كان قد أُبلغ عنها مسبقًا. في 12 يوليو، أُبلغ عن 17 حالة أخرى ولم يُعلن عن وفيات جديدة، ليصل العدد الإجمالي إلى 25628 حالة و1746 حالة وفاة. في 13 يوليو، أُبلغ عن 11 حالة أخرى ولم يُعلن عن وفيات جديدة، ليصل العدد الإجمالي إلى 25638 حالة و1746 حالة وفاة. رُفض تسجيل حالة واحدة كان قد أُبلغ عنها مسبقًا. في 14 يوليو، أُبلغ عن 32 حالة أخرى ولم يُعلن عن وفيات جديدة، ليصل العدد الإجمالي إلى 25670 حالة و1746 حالة وفاة.
وفي 15 يوليو، أُبلغ عن 14 حالة أخرى وحالتي وفاة، ما رفع العدد الإجمالي إلى 25683 حالة و1748 حالة وفاة. رُفض تسجيل حالة واحدة كان قد أُبلغ عنها مسبقًا. أعلن مايكل مارتن أن المرحلة الرابعة من تخفيف قيود كوفيد-19 لن تُنفذ في 20 يوليو وستُؤجل إلى 10 أغسطس. بعد اجتماع مجلس الوزراء في قلعة دبلن، أعلنت حكومة أيرلندا عن خمسة أمور رئيسية ذات أولوية:
- يجب ارتداء أغطية الوجه في جميع المحلات ومراكز التسوق. سيُطلب من موظفي البيع بالتجزئة أيضًا ارتداءها ما لم يكن هناك مسافة تبلغ مترين بينهم وبين العملاء.
- ستظل الحانات وبارات الفنادق والنوادي الليلية والكازينوهات مغلقة حتى 10 أغسطس.  يمكن أن تظل الحانات التي تقدم الطعام حاليًا مفتوحة.
- يجب أن تقتصر الزيارات الاجتماعية إلى منازل الأشخاص على عشرة أشخاص كحد أقصى من ما لا يزيد عن أربع أسر مختلفة.
- تمديد القيود الحالية المفروضة على 50 شخصًا في التجمعات الداخلية، و200 في التجمعات الخارجية حتى 10 أغسطس.
- استمرار منع السفر غير الضروري.

في 16 يوليو، أُبلغ عن 21 حالة أخرى ووفاة واحدة، ما رفع العدد الإجمالي إلى 25.698 حالة و1749 حالة وفاة. في 17 يوليو، أُبلغ عن 34 حالة أخرى و3 وفيات، ليصل العدد الإجمالي إلى 25730 حالة و1752 حالة وفاة. أُلغي تسجيل حالتين كان قد أُبلغ عنهما مسبقًا. في 18 يوليو، أُبلغ عن 21 حالة أخرى وحالتي وفاة، ليصل العدد الإجمالي إلى 25750 حالة و1753 حالة وفاة.
في 19 يوليو، أُبلغ عن 10 حالات أخرى ولم يُعلن عن وفيات جديدة، وبذلك وصل العدد الإجمالي إلى 25760 حالة و1753 حالة وفاة. أُجّلت القائمة الخضراء للسفر الآمن، التي كان من المقرر أن تنشرها حكومة أيرلندا في 20 يوليو، بسبب المفاوضات الجارية في بروكسل، إذ حضر مايكل مارتن قمة الاتحاد الأوروبي.
في 20 يوليو، أُبلغ عن 6 حالات أخرى ولم يُعلن عن وفيات جديدة، ما رفع العدد الإجمالي إلى 25766 حالة و1753 حالة وفاة. قال كبير الأطباء رونان جلين إن مسؤولي الصحة العامة يرون الآن أن المرض يتفشى بسرعة في مواقع البناء ومنافذ الوجبات السريعة ومحلات السوبر ماركت. أعلن وزير الصحة ستيفن دونيلي أن القائمة الخضراء للبلدان الآمنة ستُنشر هذا الأسبوع. أعلن أيضًا أنه يجب على الناس السفر فقط لأسباب أساسية تشمل رعاية أحد أفراد الأسرة في الخارج والأعمال الضرورية أوالمواطنين العائدين إلى الوطن.
في 21 يوليو، أُبلغ عن 36 حالة أخرى ولم يُعلن عن وفيات جديدة، وبذلك وصل المجموع إلى 25802 حالة و1753 حالة وفاة. أعلنت هيئة المعلومات الصحية والجودة أن نصف دور رعاية المسنين التي فُتّشت من قبل السلطات لا تتبع اللوائح المناسبة للوقاية من العدوى والسيطرة عليها. أعلنت وزارة الصحة أنه ستقبل واقيات الوجه كبديل لأغطية الوجه في وسائل النقل العامة. بعد اجتماع لمجلس الوزراء في قلعة دبلن، وافقت حكومة أيرلندا على إضافة 15 دولة إلى القائمة الخضراء التي يمكن للأشخاص السفر إليها دون الحاجة إلى تقييد تحركاتهم لمدة 14 يومًا عند وصولهم إلى أيرلندا، وستُراجع كل أسبوعين.
في 22 يوليو، أُبلغ عن 17 حالة أخرى ووفاة واحدة، ليصل العدد الإجمالي إلى 25819 حالة و1754 حالة وفاة.
في 23 يوليو، أُبلغ عن 7 حالات أخرى و9 وفيات جديدة، ليصل العدد الإجمالي إلى 25826 حالة و1763 حالة وفاة. أطلقت الحكومة الأيرلندية حزمة من الحوافز المالية لشهر يوليو بقيمة 7.4 مليار يورو وذلك من ضمن 50 إجراء لتعزيز الانتعاش الاقتصادي وإعادة الناس إلى العمل، مع دفع مبالغ البطالة ونظام دعم الأجور المؤقت الذي مُدّد حتى أبريل 2021.
في 24 يوليو، أُبلغ عن 20 حالة أخرى ولم يُعلن عن وفيات جديدة، ليصل العدد الإجمالي إلى 25845 حالة و1763 حالة وفاة. رُفض تسجيل حالة واحدة كان قد أُبلغ عنها مسبقًا. في 25 يوليو، أُبلغ عن 24 حالة أخرى ووفاة واحدة، وبذلك وصل المجموع إلى 25869 حالة و1764 حالة وفاة.
في 26 يوليو، أُبلغ عن 12 حالة أخرى ولم يُعلن عن وفيات جديدة، وبذلك وصل العدد الإجمالي إلى 25881 حالة و1764 حالة وفاة.
في 27 يوليو، أُبلغ عن 11 حالة أخرى ولم يُعلن عن وفيات جديدة، ليصل العدد الإجمالي إلى 25892 حالة و1764 حالة وفاة. أعلن كبير الأطباء رونان جلين أن 23932 شخصًا قد تعافوا. أعلن مايكل مارتن ووزيرة التعليم نورما فولي ووزيرة الدولة للتعليم الخاص والإدماج جوزيفا ماديجان عن حزمة دعم بقيمة 376 مليون يورو وخطة لإعادة فتح جميع المدارس في أيرلندا في نهاية شهر أغسطس والتي تتضمن زيادة عدد المدرسين وأساتذة لذوي الاحتياجات الخاصة، بالإضافة إلى معدات الحماية الشخصية وأنظمة التنظيف.
في 28 يوليو، أُبلغ عن 40 حالة أخرى ولم يُعلن عن وفيات جديدة، ليصل العدد الإجمالي إلى 25929 حالة و1764 حالة وفاة. أُلغي الإبلاغ عن 3 حالات كان قد أُبلغ عنها مسبقًا. في 29 يوليو، أُبلغ عن 14 حالة أخرى ولم يُعلن عن وفيات جديدة، وبذلك وصل العدد الإجمالي إلى 25942 حالة و1764 حالة وفاة. أُلغي تسجيل حالة واحدة كان قد أُبلغ عنها مسبقًا.
في 30 يوليو، أُبلغ عن 85 حالة أخرى ووفاة واحدة، ما رفع العدد الإجمالي إلى 26.027 حالة و1763 حالة وفاة. رُفض الإبلاغ عن حالتي وفاة كان قد أُبلغ عنهما مسبقًا. ترجع الزيادة الكبيرة في عدد الحالات إلى ازدحام في مصنع أغذية للكلاب وبعض الحالات المرتبطة بصناعات البناء. أعلن كبير الأطباء رونان جلين أن 24000 شخص قد تعافوا.
في 31 يوليو، أُبلغ عن 38 حالة أخرى ولم يُعلن عن وفيات جديدة، وبذلك وصل العدد الإجمالي إلى 26.065 حالة و1763 حالة وفاة. أعلن كبير الأطباء رونان جلين أن الاختبارات الجماعية قد أجريت بأكملها.
في 1 أغسطس، أُبلغ عن 45 حالة أخرى ولم يُعلن عن وفيات جديدة، ليصل العدد الإجمالي إلى 26109 حالة و1763 حالة وفاة. رُفض تسجيل حالة واحدة أُبلغ عنها مسبقًا. في 2 أغسطس، أُبلغ عن 53 حالة أخرى ولم يُعلن عن وفيات جديدة، ما رفع العدد الإجمالي إلى 26162 حالة و1763 حالة وفاة. رُفض تسجيل حالة واحدة كان قد أُبلغ عنها مسبقًا.
في 3 أغسطس، أُبلغ عن 46 حالة أخرى ولم يُعلن عن وفيات جديدة، وبذلك وصل المجموع إلى 26208 حالة و1763 حالة وفاة. أعلنت مجموعتان أنهما تطالبان بتقديم أموال تعويضية لأعضائها إذا لم يُسمح بإعادة فتح الحانات في 10 أغسطس.
في 4 أغسطس، أُبلغ عن 45 حالة أخرى ولم يُعلن عن وفيات جديدة، ما رفع العدد الإجمالي إلى 26253 حالة و1763 حالة وفاة. يرتبط عدد من الحالات المؤكدة بتفشي كبير بين الموظفين في مقاطعة كيلدير. بعد اجتماع لمجلس الوزراء في قلعة دبلن، أعلنت حكومة أيرلندا ستة أمور رئيسية ذات أولوية:
- لن تُنفٍذ المرحلة الرابعة من تخفيف قيود كوفيد-19 في 10 أغسطس.
- ستظل الحانات وبارات الفنادق والنوادي الليلية والكازينوهات مغلقة.
- ستُغلق المطاعم والحانات التي تقدم الطعام بحلول الساعة 11 مساءً، ولكن يمكن أن تظل الوجبات السريعة وعمليات التوصيل مفتوحة بعد ذلك الوقت.
- ستكون تغطية الوجه إلزامية في جميع المحلات التجارية ومراكز التسوق اعتبارًا من 10 أغسطس.
- أُزيلت خمسة بلدان - مالطا وقبرص وجبل طارق وسان مارينو وموناكو - من القائمة الخضراء للبلدان الآمنة للسفر.
- ستبقى القيود المفروضة على التجمعات الداخلية المكونة من 50 شخص، و200 شخص في التجمعات الخارجية سارية.

في 5 أغسطس، أُبلغ عن 50 حالة أخرى ولم يُعلن عن وفيات جديدة، ليصل العدد الإجمالي إلى 26303 حالة و1763 حالة وفاة.
في 6 أغسطس، أُبلغ عن 69 حالة أخرى و5 وفيات، وبذلك وصل العدد الإجمالي إلى 26372 حالة و1768 حالة وفاة. بعد تأكيد عدد كبير من الحالات، وجه كبير الأطباء رونان جلين نداءً إلى الناس في لاويس وكيلدير وأوفالي لمضاعفة الإجراءات الصحية.
في 7 أغسطس، أُبلغ عن 98 حالة أخرى و4 وفيات، ليصل العدد الإجمالي إلى 26470 حالة و1772 حالة وفاة. أعلن مايكل مارتن عن سلسلة من الإجراءات لمقاطعات كيلدير ولاويس وأوفالي بعد الزيادات الكبيرة في حالات كوفيد-19 في المقاطعات الثلاث، والتي ستدخل حيز التنفيذ اعتبارًا من منتصف الليل وستظل سارية لمدة أسبوعين. يشمل التدبير:
- لن يُسمح لسكان المقاطعات الثلاث بالسفر خارج مقاطعاتهم إلا في ظروف محدودة بما في ذلك السفر من وإلى العمل.
- ستُغلق المطاعم والمقاهي والحانات التي تقدم الطعام ودور السينما وصالات الألعاب الرياضية والمسارح والمتاحف والمعارض وقاعات البنغو والكازينوهات ومحلات المراهنات ومراكز الترفيه وغيرها من المنافذ الترفيهية والثقافية الداخلية.
- قد تظل جميع منافذ البيع بالتجزئة مفتوحة ولكن مع الالتزام الصارم بإرشادات الصحة العامة، بما في ذلك ارتداء أغطية الوجه.
- تقتصر جميع التجمعات الداخلية على 6 أشخاص بينما تقتصر التجمعات الخارجية على 15 شخصًا.

في 8 أغسطس، أُبلغ عن 174 حالة أخرى (المرة الأولى التي ارتفع فيها عدد الحالات عن 100 منذ 22 مايو) وأُبلغ عن حالة وفاة واحدة، ما رفع العدد الإجمالي إلى 26644 حالة و1772 حالة وفاة. رُفضت وفاة واحدة كان قد أُبلغ عنها سابقًا. في 9 أغسطس، أُبلغ عن 68 حالة أخرى ولم يُعلن عن وفيات جديدة، ما رفع العدد الإجمالي إلى 26712 حالة و1772 حالة وفاة.
في 10 أغسطس، أُبلغ عن 57 حالة أخرى ولم يُعلن عن وفيات جديدة، ليصل العدد الإجمالي إلى 26768 حالة و1772 حالة وفاة. رُفض تسجيل حالة واحدة أُبلغ عنها مسبقًا. أصبحت أغطية الوجه إلزامية في جميع المحلات التجارية ومراكز التسوق والمكتبات ودور السينما والمتاحف وصالونات الأظافر ومصففي الشعر ومحلات المراهنات وعمال الوشم ووكلاء السفر، مع غرامات تصل إلى 2500 يورو أو عقوبة بالسجن لمدة ستة أشهر.
في 11 أغسطس، أُبلغ عن 35 حالة أخرى ووفاة واحدة، ليصل العدد الإجمالي إلى 26801 حالة و1773 حالة وفاة. أُلغي الإبلاغ عن حالتين كان قد أُبلغ عنهما مسبقًا. بعد اجتماع اللجنة الفرعية لمجلس الوزراء بشأن كوفيد-19، أعلن مايكل مارتن تطبيق الاختبارات بشكل أسبوعي في مصانع معالجة اللحوم والمقيمين في مراكز التزويد المباشر. أُغلق جناح في مستشفى ناس العام بعد تأكيد تفشي كوفيد-19 في 10 أغسطس.
في 12 أغسطس، أُبلغ عن 40 حالة أخرى ووفاة واحدة، وبذلك وصل العدد الإجمالي إلى 26838 حالة و1774 حالة وفاة. أًلغي الإبلاغ عن حالتين كان أُبلغ عنهما مسبقًا. أُعلن أن حكومة أيرلندا تعتزم الابتعاد عن تطبيق مراحل إعادة فتح البلاد، والتحول إلى نظام مرمّز بالألوان يخطط له فريق طوارئ الصحة العامة الوطني للإشارة إلى كيفية تأثر المقاطعات والمناطق والبلد ككل بـكوفيد-19.
في 13 أغسطس، أُبلغ عن 92 حالة أخرى ولم يُعلن عن وفيات جديدة، وبذلك وصل العدد الإجمالي إلى 26929 حالة و1774 حالة وفاة. رُفض تسجيل حالة واحدة كان قد أُبلغ عنها مسبقًا. في 14 أغسطس، أُبلغ عن 67 حالة أخرى ولم يُعلن عن وفيات جديدة، ليصل العدد الإجمالي إلى 26995 حالة و1774 حالة وفاة. أُلغي إشعار حالة واحدة أُبلغ عنها مسبقًا.
في 15 أغسطس، أُبلغ عن 200 حالة أخرى (أكبر عدد من الحالات في يوم واحد منذ بداية مايو) ولم يُعلن عن أي وفيات جديدة، وبذلك وصل المجموع إلى 27191 حالة و1774 حالة وفاة. أُلغي تسجيل 4 حالات كان قد أُبلغ عنها مسبقًا. أعلن كبير الأطباء رونان جلين أن أيرلندا لديها الآن أعداد متزايدة من الإصابات في أجزاء كثيرة من البلاد.
في 16 أغسطس، أُبلغ عن 66 حالة أخرى ولم يُعلن عن وفيات جديدة، وبذلك ارتفع العدد الإجمالي إلى 27257 حالة و1774 حالة وفاة. دعت إحدى الجمعيات المرخصة إلى إغلاق حانة دبلن بعد ظهور مقاطع فيديو على وسائل التواصل الاجتماعي للعملاء والموظفين الذين لا يلتزمون بإرشادات كوفيد-19.
في 17 أغسطس، أُبلغ عن 56 حالة أخرى ولم يُعلن عن وفيات جديدة، ما رفع العدد الإجمالي إلى 27313 حالة و1774 حالة وفاة.
في 18 أغسطس، أُبلغ عن 190 حالة أخرى ووفاة واحدة، مما رفع العدد الإجمالي إلى 27499 حالة و1775 حالة وفاة.  تم رفض الإبلاغ عن 4 حالات أُبلغ عنها مسبقًا. تم إنشاء فريق مكافحة تفشي المرض في مستشفى جامعة ليمريك بعد أن ثبتت إصابة مريض واحد وعضو واحد بفيروس كوفيد-19. بعد اجتماع لمجلس الوزراء في المباني الحكومية، أعلنت حكومة أيرلندا عن ستة تدابير جديدة بسبب العدد المتزايد من الحالات المؤكدة، والتي ستظل سارية حتى 13 سبتمبر على الأقل:
- تقتصر جميع المناسبات الخارجية على 15 شخص.
- تقتصر جميع الفعاليات الداخلية على 6 أشخاص، باستثناء الخدمات الدينية وحفلات الزفاف والشركات، مثل المتاجر والمطاعم.
- ستُمنح صلاحيات جديدة لتطبيق القواعد حول التجمعات الاجتماعية في المطاعم والحانات التي تقدم الطعام، وفي المنازل الخاصة.
- يمكن أن تظل المطاعم والمقاهي مفتوحة مع أوقات الإغلاق الساعة 11:30 مساءً.
- نصح الناس بالعمل من المنزل وتجنب استخدام وسائل النقل العام، ما لم يكن ذلك ضروريًا للغاية.
- ستعود الأحداث والمباريات الرياضية إلى خلف الأبواب المغلقة مع تجنب صارم للتجمعات الاجتماعية قبل الأحداث وبعدها.

في 19 أغسطس، أُبلغ عن 54 حالة أخرى وحالتي وفاة، ليصل العدد الإجمالي إلى 27547 حالة و1775 حالة وفاة. تحدث كبير الأطباء رونان جلين في مقطع فيديو مدته خمس دقائق شاركته وزارة الصحة لتوضيح الالتباس حول إجراءات الصحة العامة المعلنة في 18 أغسطس.
في 20 أغسطس، أُبلغ عن 136 حالة أخرى ووفاة واحدة، ما رفع العدد الإجمالي إلى 27676 حالة و1776 حالة وفاة. رُفض تسجيل 7 حالات كان قد أُبلغ عنها سابقًا.
في 23 أغسطس، أُبلغ عن 61 حالة أخرى ولم يُعلن عن وفيات جديدة، ليصل العدد الإجمالي إلى 27969 حالة و1777 حالة وفاة. أعلن رئيس المجموعة الاستشارية للنمذجة الوبائية أن نتائج اختبار 100 طفل تتراوح أعمارهم بين 5 و14 عامًا كانت إيجابية لـكوفيد-19 في أيرلندا في الأسبوعين الماضيين.
في 24 أغسطس، أُبلغ عن 147 حالة أخرى ولم يُعلن عن وفيات جديدة، ما رفع العدد الإجمالي إلى 28116 حالة و1777 حالة وفاة. ثبتت إصابة 15 موظفًا بـكوفيد-19 في ثلاثة مصانع لحوم في جميع أنحاء البلاد.
في 25 أغسطس، أُبلغ عن 92 حالة أخرى ولم يُعلن عن وفيات جديدة، ليصل العدد الإجمالي إلى 28،201 حالة و1777 حالة وفاة. رُفض تسجيل 7 حالات كان قد أُبلغ عنها مسبقًا.
في 26 أغسطس، أُبلغ عن 164 حالة أخرى ولم يُعلن عن وفيات جديدة، ليصل العدد الإجمالي إلى 28363 حالة و1777 حالة وفاة. أُلغي تسجيل حالتين كان قد أُبلغ عنهما مسبقًا. أعلن مصنع لمعالجة اللحوم في كاهير، مقاطعة تيبيراري أن 22 من العاملين، إلى جانب 16 من المخالطين المقربين، ثبتت إصابتهم بـكوفيد-19.
في 27 أغسطس، أُبلغ عن 93 حالة أخرى ولم يُعلن عن وفيات جديدة، ليصل العدد الإجمالي إلى 28453 حالة و1777 حالة وفاة. رُفض تسجيل 3 حالات كان قد أُبلغ عنها مسبقًا. من المقرر أن يوصي فريق طوارئ الصحة العامة الوطني بأن لا تعيد الحكومة فتح الحانات في 31 أغسطس، أثناء متابعة إحاطة وزارة الصحة حول كوفيد-19، صرح رونان جلين بأن أعداد الحالات في كيلدير لم تستقر بشكل كافٍ للسماح بتخفيف قيود الإغلاق مبكرًا.
في 28 أغسطس، أُبلغ عن 127 حالة أخرى ولم يُعلن عن وفيات جديدة، ليصل العدد الإجمالي إلى 28578 حالة و1777 حالة وفاة. رُفض تسجيل حالة واحدة كان قد أُبلغ عنها مسبقًا. شجع وزير المالية باسشال دونوهو أرباب العمل على التسجيل في برنامج دعم أجور العمل الذي يحل محل مخطط دعم الأجور المؤقت اعتبارًا من 1 سبتمبر 2020. أعلنت الحكومة الأيرلندية عن حزمة إجراءات بقيمة 16 مليون يورو لمساعدة الحانات والبارات والنوادي الليلية على إعادة فتحها، بما في ذلك زيادة 40% من منحة إعادة التشغيل. أعلنت الحكومة عن خطط تتفيذ جديدة لإغلاق الحانات على الفور التي لا تقدم الطعام أو تحافظ على التباعد الاجتماعي.
في 29 أغسطس، أُبلغ عن 142 حالة أخرى ولم يُعلن عن وفيات جديدة، ليصل العدد الإجمالي إلى 28720 حالة، و1777 حالة وفاة.
في 30 أغسطس، سُجّلت 42 حالة أخرى (أقل عدد من الحالات المبلغ عنها يوم الأحد منذ 26 يوليو) ولم يُعلن عن أي وفيات، وبذلك يصل العدد الإجمالي إلى 28760 حالة و1777 حالة وفاة. أُلغي تسجيل حالتين كان قد أُبلغ عنهما مسبقًا. أثيرت مخاوف بشأن انتهاكات التباعد الاجتماعي بعد ظهور لقطات على وسائل التواصل الاجتماعي لأشخاص يشربون ويغنون في شارع كيلارني، مقاطعة كيري ليلة 29 أغسطس.
في 31 أغسطس، أُبلغ عن 53 حالة أخرى ولم يُعلن عن وفيات جديدة، ليصل العدد الإجمالي إلى 28811 حالة و1777 حالة وفاة. أُلغي تسجيل حالتين كان قد أُبلغ عنهما مسبقًا. أعلنت حكومة أيرلندا رفع قيود كوفيد-19 في مقاطعة كيلدير.
في 1 سبتمبر، أُبلغ عن 217 حالة أخرى ولم يُعلن عن وفيات جديدة، وبذلك يصل العدد الإجمالي إلى 29025 حالة و1777 حالة وفاة. رُفض تسجيل 3 حالات كان قد أُبلغ عنها مسبقًا. أُرسل صف كامل في مدرسة ابتدائية في دبلن إلى المنزل بعد أن ثبتت إصابة أحد الطلاب بـكوفيد-19. سجّل أكثر من 22.100 من أرباب العمل في خطة دعم أجور العمل الجديدة التي حلت محل نظام كوفيد-19 المؤقت لدعم الأجور.
في 2 سبتمبر، أُبلغ عن 89 حالة أخرى ووفاة واحدة، ليصل العدد الإجمالي إلى 29114 حالة و1777 حالة وفاة. رُفضت حالة واحدة كان قد أُبلغ عنها سابقًا. أُرسل صف ثانٍ من المدرسة الابتدائية في دبلن إلى المنزل بعد أن ثبتت إصابة عدد من التلاميذ بـكوفيد-19. أُغلقت مدرسة ابتدائية في مقاطعة كلير لمدة أسبوع واحد بعد أن ثبت أن عدد من الموظفين كانوا على اتصال وثيق مع حالات كوفيد-19.
في 3 سبتمبر، أُبلغ عن 95 حالة أخرى ولم يُعلن عن أية وفيات جديدة، وبذلك يصل العدد الإجمالي إلى 29206 حالة و1777 حالة وفاة. رُفض تسجيل 3 حالات كان قد أُبلغ عنها مسبقًا. كجزء من الحوافز في شهر يوليو، أُطلقت خطة للإقامة والإنفاق للمساعدة في زيادة المبيعات في قطاع الضيافة في غير موسمها والذي تأثر سلبًا نتيجة لـكوفيد-19، والذي سيستمر من 1 أكتوبر 2020 إلى 30 أبريل 2021. أرسلت مدرسة ابتدائية واحدة ومدرسة ثانوية في مقاطعة كيري عددًا من الطلاب إلى المنزل بعد أن ثبتت إصابة الطلاب بـكوفيد-19.
في 4 سبتمبر، أُبلغ عن 98 حالة أخرى ولم يُعلن عن أية وفيات جديدة، ليصل العدد الإجمالي إلى 29303 حالة و1777 حالة وفاة. رُفض تسجيل حالة واحدة كان قد أُبلغ عنها مسبقًا. ثبتت إصابة ثلاثة عمال في المملكة المتحدة في محطة حقل كوريب للغاز في مقاطعة مايو بالفيروس.
في 5 سبتمبر، أُبلغ عن 231 حالة أخرى ولم يُعلن عن أية وفيات جديدة، ما رفع العدد الإجمالي إلى 29534 حالة و1777 حالة وفاة. كانت 133 حالة من 231 حالة مؤكدة في دبلن، بينما شجّع كبير الأطباء رونان جلين الناس في دبلن على إبقاء اتصالاتهم الاجتماعية في أدنى مستوى ممكن. دقت أجراس الكنيسة في جميع أنحاء البلاد عندما حضرت وزيرة العدل هيلين ماكنتي و 14 شخصًا آخرين حفلًا في الهواء الطلق بعيدًا عن الازدحام في كولينز باراكس، دبلن للاحتفال بيوم الخدمات الوطنية في أيرلندا، وذلك لإحياء ذكرى كل من فقدوا حياتهم أثناء العمل في الخطوط الأمامية. ثبتت إصابة موظف في مطعم ماكدونالدز في دروغيدا، مقاطعة لاوث، بكوفيد-19.
في 6 سبتمبر، أُبلغ عن 138 حالة أخرى ولم يُعلن عن أية وفيات جديدة، ما رفع العدد الإجمالي إلى 29672 حالة و1777 حالة وفاة. وُضعت مسودة تحتوي على المبادئ التوجيهية لإعادة فتح الحانات التي لا تقدم الطعام مع سياسات صارمة من قبل حكومة أيرلندا.
في 7 سبتمبر، أُبلغ عن 102 حالة أخرى ولم يُعلن عن أية وفيات جديدة، ما رفع العدد الإجمالي إلى 29774 حالة و1777 حالة وفاة. تلقى أكثر من 61000 طالب نتائج امتحانات شهادة التخرج مع درجات أعلى بكثير من أي سنة أخرى مسجلة. بعد الأرقام الجديدة التي نشرها مكتب الإحصاء المركزي، أصبحت أيرلندا الآن في حالة ركود رسمي بعد أن انكمش الاقتصاد بنسبة 6.1% بين أبريل ويونيو إذ أدت تأثيرات كوفيد-19 إلى تحقيق أكبر انخفاض في الاقتصاد على الإطلاق.
في 8 سبتمبر، أُبلغ عن 307 حالات ووفاة واحدة، وبذلك يصل العدد الإجمالي إلى 30.080 حالة و1778 حالة وفاة. رُفض تسجيل حالة واحدة كان قد أُبلغ عنها مسبقًا. أعلنت حكومة أيرلندا أن الحانات التي لا تقدم الطعام في أيرلندا يمكن إعادة فتحها في 21 سبتمبر مع وجود سياسات تنفيذ صارمة. أبلغت المنظمة الطبية الأيرلندية عن زيادة في عدد الأطفال الذين يأتون إلى عيادات الأطباء وذلك لتقييم احتمال إصابتهم بفيروس كورونا.
في 9 سبتمبر، أُبلغ عن 84 حالة أخرى و3 وفيات جديدة، ليصل العدد الإجمالي إلى 30164 حالة و1781 حالة وفاة. نفذ المدير التنفيذي للخدمات الصحية مجموعة من اختبارات كوفيد-19 للموظفين في مصانع معالجة اللحوم.
في 10 سبتمبر، أُبلغ عن 196 حالة أخرى ولم يُعلن عن أية وفيات جديدة، ليصل العدد الإجمالي إلى 30360 حالة و1781 حالة وفاة جديدة.
في 11 سبتمبر، أُبلغ عن 211 حالة أخرى ووفاة واحدة جديدة، ليصل العدد الإجمالي إلى 30571 حالة و1781 حالة وفاة. رُفض تسجيل حالة واحدة كان قد أُبلغ عنها سابقًا. أكدت وزارة العدل والمدير التنفيذي للخدمات الصحية أن اختبارات كوفيد-19 واسعة النطاق ستبدأ في جميع مراكز التزويد المباشر اعتبارًا من 12 سبتمبر من هذا العام. أكدت مدرسة ابتدائية في كاريجتوهيل، مقاطعة كورك ظهور حالة كوفيد-19 لديها.
في 12 سبتمبر، أُبلغ عن 159 حالة أخرى وحالتي وفاة، وبذلك يصل العدد الإجمالي إلى 30730 حالة و1783 حالة وفاة. من المتوقع أن تظل القيود على الزيارات المنزلية سارية لعدة أشهر بينما نصح فريق الطوارئ الصحية العامة الوطنية بخفض هذه القيود في دبلن إلى ستة أشخاص من أسرتين مختلفتين.
في 13 سبتمبر، أُبلغ عن 255 حالة أخرى ووفاة واحدة جديدة، وبذلك يصل العدد الإجمالي إلى 30985 حالة و1،784 حالة وفاة. بدأ جاردي التحقيق في اعتداء على أحد النشطاء في أعقاب مصادمات بين مجموعة مناهضة لأقنعة الوجه واحتجاجات مضادة في 12 سبتمبر.
في 14 سبتمبر، أُبلغ عن 208 حالات أخرى ولم يُعلن عن أية وفيات جديدة، ليصل العدد الإجمالي إلى 31192 حالة و1784 حالة وفاة جديدة. رُفض تسجيل حالة واحدة كان قد أُبلغ عنها مسبقًا. انخفضت فترة العزل الذاتي للمرضى الذين ثبتت إصابتهم بـكوفيد-19 من 14 يومًا إلى 10 أيام فقط.

### الحياة مع خطة كوفيد-19: من 15 سبتمبر إلى الآن
في 15 سبتمبر، أُبلغ عن 357 حالة أخرى و3 وفيات جديدة، ليصل العدد الإجمالي إلى 31،549 حالة و1787 حالة وفاة. أُلغي تسجيل حالتين كان قد أُبلغ عنهما مسبقًا. أعلنت حكومة أيرلندا عن خطة متوسطة المدة للعيش مع كوفيد-19 تتضمن خمسة مستويات من القيود، مع وجود الدولة بأكملها في المستوى 2 وقيود محددة في دبلن بما في ذلك تأجيل إعادة فتح الحانات التي لا تقدم الطعام. أُجبرت الحكومة بأكملها على تقييد تحركاتها بعد أن شعر وزير الصحة ستيفن دونيلي بتوعك واتصل بطبيبه العام لإجراء اختبار كوفيد-19. أكدت وزارة الصحة أن كبير الأطباء رونان جلين يُنفذ أيضًا التعليمات الخاصة بالقيود والتباعد الاجتماعي إذ التقى بأعضاء الحكومة في 14 سبتمبر، في حين أن وزير الدولة للشؤون الأوروبية توماس بيرن قد طبّق الحجر الذاتي لنفسه بعد إجراء اختبار كوفيد-19. كان زعيم حزب الخضر ووزير العمل المناخي وشبكات الاتصالات والنقل إيمون رايان ضمن الحجر الصحي الذاتي أيضًا بينما ينتظر أحد أفراد أسرته نتائج اختبار كوفيد-19. بعد الساعة 9 مساءً بقليل، أُعلن أن نتيجة اختبار كوفيد-19 الخاص بوزير الصحة ستيفن دونيلي سلبية وأن الحكومة لم تعد بحاجة إلى تقييد تحركاتهم.
في 16 سبتمبر، أُبلغ عن 254 حالة أخرى و3 وفيات جديدة، ليصل العدد الإجمالي إلى 31799 حالة و1788 حالة وفاة. أُبلغ عن حالتين من الوفيات بالإضافة إلى 4 حالات كان قد أُبلغ عنها سابقًا. تأكد إصابة حالة ثانية من كوفيد-19 في بالينكوليغ، مقاطعة كورك.